# Pseudohermonassa scaramangoides
Pseudohermonassa scaramangoides är en fjärilsart som beskrevs av Barnes och Benjamin 1926. Pseudohermonassa scaramangoides ingår i släktet Pseudohermonassa och familjen nattflyn. Inga underarter finns listade.